# Moraea tricuspidata
Moraea tricuspidata är en irisväxtart som först beskrevs av Carl von Linné d.y., och fick sitt nu gällande namn av Gwendoline Joyce Lewis. Moraea tricuspidata ingår i släktet Moraea och familjen irisväxter. Inga underarter finns listade i Catalogue of Life.

## Bildgalleri

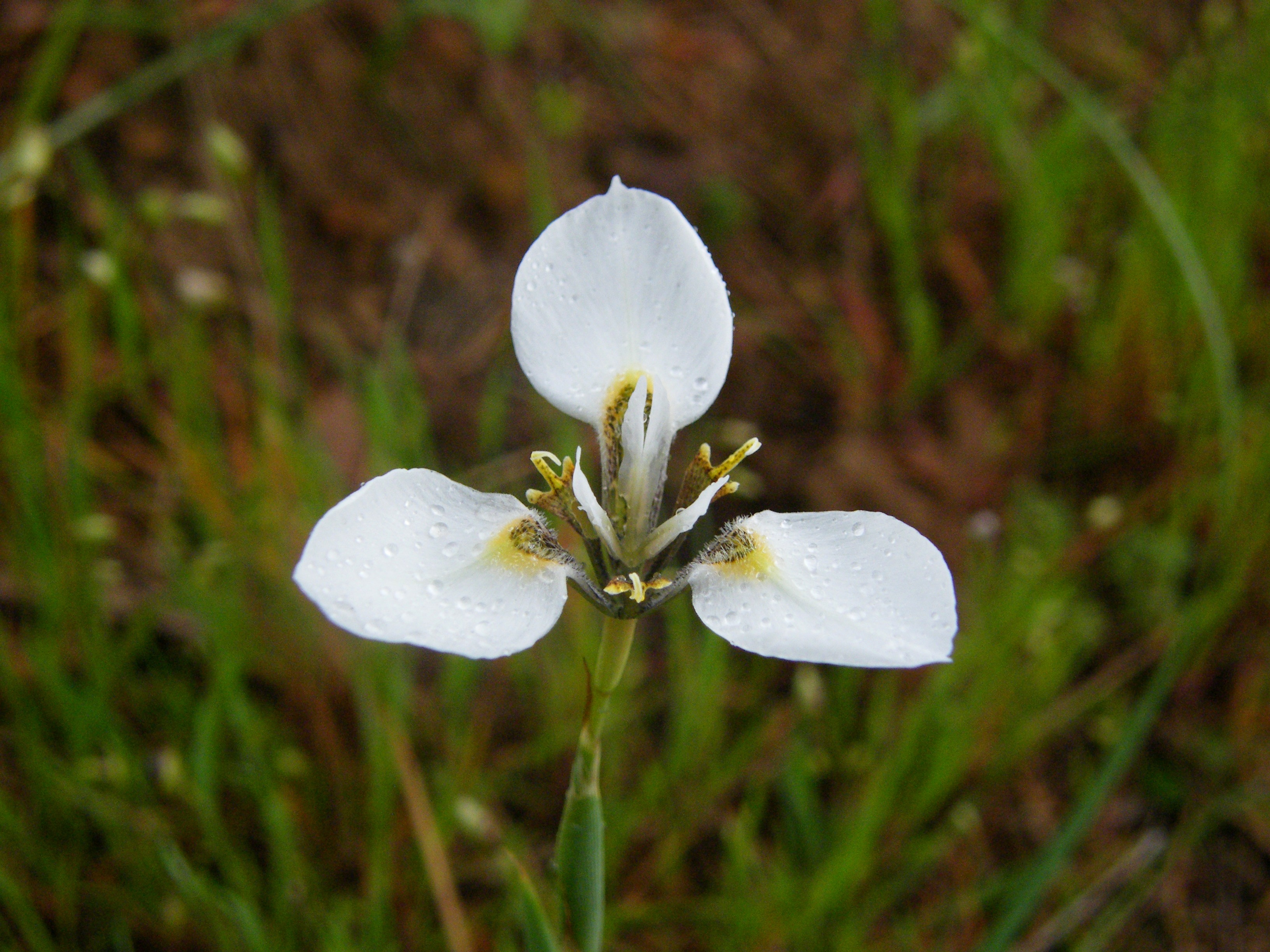